# 롤란트 카이저
롤란트 카이저(Roland Kaiser, 1952년 5월 10일 ~ )는 독일의 슐라거 가수이다. 그는 독일어권 슐라거 가수 중 가장 성공적인 가수 중 한 명이다.